# Вільгельм Вальтер
Вільгельм Вальтер (нім. Wilhelm Walther; 27 січня 1910, Дрезден — 25 листопада 2010) — німецький офіцер, оберстлейтенант вермахту. Кавалер Лицарського хреста Залізного хреста.

## Біографія
В 1929/33 навчався на архітектора у вищому технічному училищі Дрездена. З вересня 1933 по жовтень 1934 року працював в будівельній фірмі «Швенке». 1 листопада 1934 року вступив в мотоциклетну роту 5-го автомобільного дивізіону. Під час служби в дивізіоні подружився з Зігфрідом Грабертом. 1 листопада 1935 року переведений в 5-й розвідувальний дивізіон, до 30 травня 1936 року служив в мотоциклетній роті. З 29 березня 1940 року — командир 4-ї роти 800-го навчального будівельного батальйону особливого призначення, з 1940 року — 2-го, з 30 листопада 1941 по березень 1943 року — 1-го батальйону 800-го навчального полку особливого призначення «Бранденбург», потім — 3-го, з 1943 року — 1-го полку «Бранденбург» дивізії «Бранденбург». З березня 1945 року — начальник штабу винищувального з'єднання СС під командування Отто Скорцені.
8 травня 1945 року знищив свою солдатську книжку і, використовуючи фальшиву на ім'я Уве Шюце, спробував дістатись до дружини та дітей в Оденвальді. По дорозі він потрапив в автомобільну аварію. В липні 1945 року акмериканська окупаційна влада дозволила «Шюце» залишитись з сім'єю. В червні 1946 року він був заарештований в Аннаберзі, утримувався в Дахау. Влади Нідерландів і Югославії вимагали видачі Вальтера. 1 лютого 1947 року він був переданий нідерландській владі. Виступав свідком на процесі над нідерландськими добровольцями «Бранденбурга». 4 березня 1950 року з Вальтера всі звинувачення були зняті. 17 травня 1950 року він повернувся в Німеччину, згодом став підприємцем. Помер в колі сім'ї.

## Військові звання
- Лейтенант (1938)
- Оберлейтенант (1940)
- Гауптман (1941)
- Майор (1941)
- Оберстлейтенант (1944)

## Нагороди
- Німецький імперський спортивний знак в золоті (24 серпня 1934)
- Медаль «За вислугу років у Вермахті» 4-го класу (4 роки)
- Медаль «У пам'ять 1 жовтня 1938» із застібкою «Празький град»
- Медаль «За Атлантичний вал»
- Залізний хрест 2-го і 1-го класу (1940)
- Лицарський хрест Залізного хреста (24 червня 1940) — перший кавалер серед службовців «Бранденбурга».
- Хрест Воєнних заслуг 2-го класу з мечами (1940)
- Штурмовий піхотний знак в сріблі (1943)
- Нагрудний знак «За поранення» в сріблі (1944)